# Holden Kingswood
Holden Kingswood är en personbil, tillverkad i två generationer av den australiensiska biltillverkaren Holden mellan 1968 och 1980.

## Holden HK/HT/HG (1968-71)
Holden Belmont/Kingswood ersatte företrädaren Standard/Special från 1968. Bilen hade ny, längre och bredare kaross och för första gången erbjöds en V8-motor som tillval. Dessutom tillkom coupé-versionen Monaro. Personbilarna såldes nu i fyra utrustningsversioner:
- Holden Belmont
- Holden Kingswood
- Holden Premier
- Holden Brougham

### HK
Holden HK introducerades i januari 1968. I juli samma år tillkom den lyxiga Brougham, med V8 och automatlåda som standard. V8-motorn i HK-modellen var Chevrolets 307 cui motor.

### HT
Holden HT introducerades i maj 1969. Den stora nyheten var att Chevrolets V8-motor ersatts av en egen konstruktion i två storlekar, 253 respektive 308 cui.

### HG
Holden HG introducerades i juli 1970. Den skilde sig från föregångarna genom att erbjuda en egenkonstruerad treväxlad automatlåda, istället för den äldre tvåväxlade Powerglide.

### Motor
| Modell | Motor              | Cylindervolym | Effekt     | Bränslesystem   |
| ------ | ------------------ | ------------- | ---------- | --------------- |
| HK     | 6-cyl radmotor ohv | 2637 cm³      | 108-114 hk | Enkel förgasare |
| HK     | 6-cyl radmotor ohv | 3048 cm³      | 126 hk     | Enkel förgasare |
| HK     | 6-cyl radmotor ohv | 3048 cm³      | 145 hk     | Enkel förgasare |
| HK     | 8-cyl V-motor ohv  | 5025 cm³      | 210 hk     | Enkel förgasare |
| HT, HG | 6-cyl radmotor ohv | 2130 cm³      | 90 hk      | Enkel förgasare |
| HT, HG | 6-cyl radmotor ohv | 2637 cm³      | 108-114 hk | Enkel förgasare |
| HT, HG | 6-cyl radmotor ohv | 3048 cm³      | 124-130 hk | Enkel förgasare |
| HT, HG | 6-cyl radmotor ohv | 3048 cm³      | 145 hk     | Enkel förgasare |
| HT, HG | 8-cyl V-motor ohv  | 4140 cm³      | 174-185 hk | Enkel förgasare |
| HT, HG | 8-cyl V-motor ohv  | 5044 cm³      | 240 hk     | Enkel förgasare |

### Antal Tillverkade
| Modell | Antal   |
| ------ | ------- |
| HK     | 199 039 |
| HT     | 183 402 |
| HG     | 155 787 |

## Holden HQ/HJ/HX/HZ (1971-80)
Holdens fullstora bilar fick ny kaross 1971, större än tidigare modeller. Kombin fick dessutom tre tum längre hjulbas. Bakhjulsupphängningen hade moderniserats med skruvfjädrar. De lätta lastbilarna fick behålla bladfjädringen bak och byggde dessutom på en separat ram. Lyxversionen Brougham ersattes av Holden Statesman, som marknadsfördes som ett separat märke på hemmamarknaden. Personbilarna såldes i tre utrustningsversioner:
- Holden Belmont
- Holden Kingswood
- Holden Premier

### HQ
Holden HQ introducerades i juli 1971 som sedan och kombi. De lätta lastbilarna tillkom i november samma år.

### HJ
Holden HJ introducerades i december 1974. Det var endast en lätt uppdatering av exteriör och interiör.

### HX
Holden HX introducerades i juli 1976. Motorerna anpassades till de nya regler för avgasrening som infördes vid halvårsskiftet. Alla motorer tappade effekt, de minsta så mycket att de ströks ur utbudet.

### HZ
Holden HZ introducerades i december 1977. Den stora nyheten var att hjulupphängningarna modifierats för bättre väghållning. Instegsmodellen Belmont ströks från programmet.
Tillverkningen av Kingswood/Premier upphörde i april 1980 och bilarna ersattes av den mindre Holden Commodore. De lätta lastbilarna fortsatte tillverkas fram till 1985 som en del av WB-serien.

### Motor
| Modell | Motor              | Cylindervolym | Effekt     | Bränslesystem   |
| ------ | ------------------ | ------------- | ---------- | --------------- |
| HQ     | 6-cyl radmotor ohv | 2130 cm³      | 90 hk      | Enkel förgasare |
| HQ, HJ | 6-cyl radmotor ohv | 2834 cm³      | 112-118 hk | Enkel förgasare |
| HQ, HJ | 6-cyl radmotor ohv | 3298 cm³      | 129-135 hk | Enkel förgasare |
| HQ, HJ | 8-cyl V-motor ohv  | 4140 cm³      | 174-185 hk | Enkel förgasare |
| HQ, HJ | 8-cyl V-motor ohv  | 5044 cm³      | 250 hk     | Enkel förgasare |
| HX, HZ | 6-cyl radmotor ohv | 3298 cm³      | 120 hk     | Enkel förgasare |
| HX, HZ | 8-cyl V-motor ohv  | 4140 cm³      | 163 hk     | Enkel förgasare |
| HX, HZ | 8-cyl V-motor ohv  | 5044 cm³      | 220 hk     | Enkel förgasare |

## Bilder

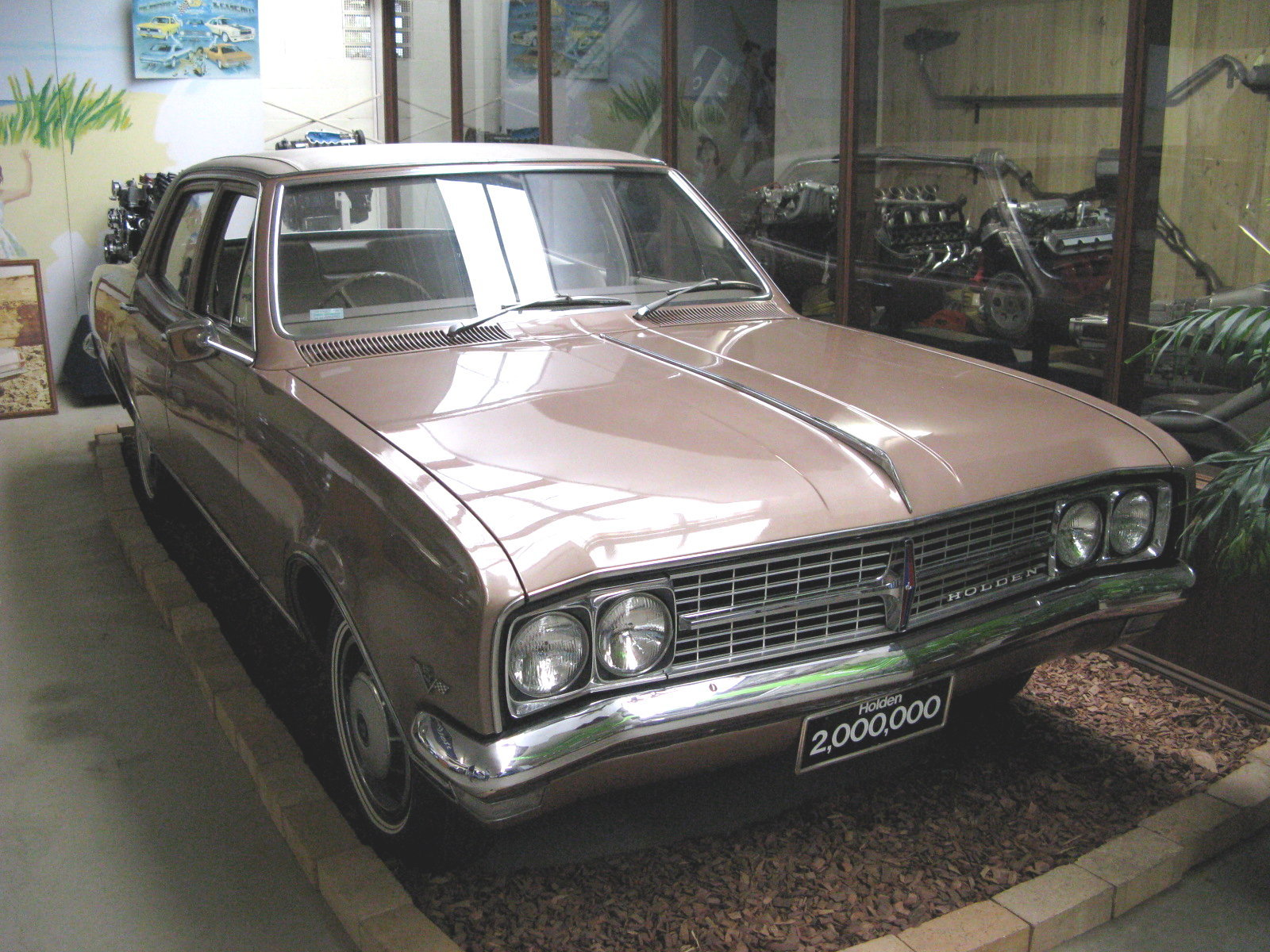
HK Brougham
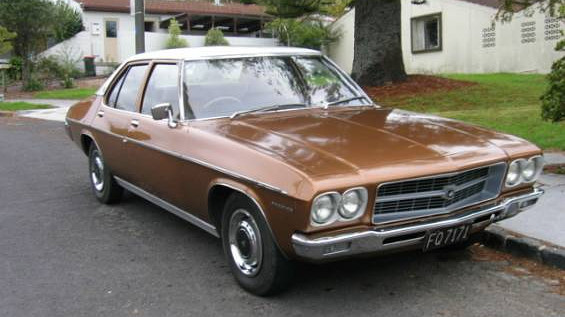
HQ Premier

## Tillverkning (inklusive Monaro och Statesman)
| Modell | Antal   |
| ------ | ------- |
| HK     | 199 039 |
| HT     | 183 402 |
| HG     | 155 787 |
| HQ     | 485 650 |
| HJ     | 176 202 |
| HX     | 110 669 |
| HZ     | 154 155 |